# جنسنغ يونان
جنسنغ يونان (الاسم العلمي: Panax notoginseng) (بالإنجليزية: Yunan Ginseng)‏ هو نوع من النباتات يتبع جنس الجنسنغ من الفصيلة الأرالية.